# (5230) Asahina
(5230) Asahina est un astéroïde de la ceinture principale aréocroiseur.

## Description
(5230) Asahina est un astéroïde aréocroiseur. Il fut nommé en l'honneur de Takashi Asahina, chef d'orchestre japonais. Il présente une orbite caractérisée par un demi-grand axe de 2,40 UA, une excentricité de 0,37 et une inclinaison de 20,7° par rapport à l'écliptique.

## Compléments